# Idrottsföreningen Kamraterna Norrköping
L'Idrottsföreningen Kamraterna Norrköping, meglio noto come IFK Norrköping, è una società calcistica svedese con sede nella città di Norrköping. Milita in Allsvenskan, la massima divisione del campionato svedese.
Vanta in bacheca 13 campionati svedesi e 6 Svenska Cupen.

## Storia
Il club venne fondato il 29 maggio 1897 da due ragazzi, Gunnar Nisbeth e John Uggla, che raccolsero l'invito da parte dell'associazione Idrottsföreningen Kamraterna per formare e affiliare organizzazioni sportive in tutta la Svezia. Così come in molte altre città del paese, anche a Norrköping nacque la locale associazione IFK, la 17ª in ordine cronologico.
La prima squadra a praticare il calcio in città fu il Norrköping Gymnastikförening, mentre l'IFK giocò la sua prima partita in assoluto nel 1902, perdendo 1-2 contro la scuola Läroverket. La prima apparizione in un campionato fu nel 1904.
Nella stagione 1924-1925 partecipò alla prima edizione dell'attuale Allsvenskan, competizione che sostituiva la vecchia Svenska Serien. In quegli anni l'IFK Norrköping non raccolse mai risultati di rilievo, arrivando talvolta a perdere per 11-0 contro l'Örgryte (nel 1928) o l'Helsingborg (1929). La stagione 1929-1930 coincise con la retrocessione in seconda serie, in cui la squadra finì per militare per gran parte degli anni '30. Per ragioni di campanilismo fu particolarmente negativa la stagione 1937-1938, quando i rivali cittadini dell'IK Sleipner vinsero il primo loro scudetto, mentre i biancoblu fallirono il ritorno in Allsvenskan. Una rivincita arrivò al termine del campionato 1940-1941, quando per la prima volta in 15 anni l'IFK si classificò sopra lo Sleipner, a sua volta ultimo e retrocesso.
Nel 1942 iniziò un ciclo di grande splendore, coinciso con l'arrivo in panchina del tecnico ungherese Lajos Czeizler: in questo periodo la squadra conquistò 5 titoli nazionali in 6 stagioni oltre a 2 coppe di Svezia, grazie anche al contributo in campo dei fratelli Nordahl (Gunnar e Knut). In questi anni Gunnar Nordahl vinse per tre volte la classifica cannonieri, con 27 reti nel 1944-1945, 25 reti nel 1945-1946 e 18 reti nel 1947-1948. Questi successi, uniti all'oro svedese alle Olimpiadi 1948, non passarono inosservati agli occhi dei dirigenti esteri: il Milan nel 1949 ingaggiò l'allenatore Czeizler, il quale si portò dietro giocatori come lo stesso Gunnar Nordahl e il centrocampista Nils Liedholm che andarono a formare il glorioso Gre-No-Li.
Nonostante le cessioni, la squadra seppe vincere ugualmente tre scudetti nel corso degli anni '50 e altri tre nella prima metà degli anni '60, quando il club si ritrovò in bacheca 11 dei 13 scudetti conquistati fino ad oggi. Dopo un ventennio di dominio sul calcio svedese, l'IFK Norrköping finì così il suo periodo d'oro. Nel 1969 vinse una Svenska Cupen, ma si rivelerà l'unico successo fino al 1988, quando arrivò un'altra coppa nazionale: in questo periodo continuò a militare tra alti e bassi in Allsvenskan, con l'eccezione di un anno in seconda serie nel 1983.
Nel 1989 arrivò il 12º scudetto della storia del club, con un secondo posto in Allsvenskan che qualificò la squadra per la fase finale del torneo: le semifinali furono superate con un 4-1 totale ai danni dell'Örebro, mentre nella serie finale si resero necessari i calci di rigore per determinare l'esito della decisiva terza gara (0-0 dopo i tempi regolamentari) contro il Malmö FF. L'anno seguente sembrò iniziare sotto i migliori auspici, con Tomas Brolin che all'esordio segnò una tripletta nel 6-0 all'IFK Göteborg, ma la cessione dello stesso Brolin al Parma a stagione in corso contribuì al mancato raggiungimento del titolo.
Dopo aver ulteriormente continuato a militare in Allsvenskan, nel 2002 l'IFK Norrköping affrontò un campionato in cui lottò inutilmente per la salvezza fino alla fine: l'1-1 dell'ultima giornata sul campo del GIF Sundsvall fu fatale, poiché con una vittoria sarebbe retrocesso l'IFK Göteborg. Iniziò così un periodo che portò la squadra a militare in Superettan per 7 dei successivi 8 anni (dal 2003 al 2007 e nel biennio 2009-2010).
All'ultima giornata del campionato 2015 l'IFK Norrköping tornò a vincere lo scudetto a 26 anni di distanza dall'ultimo trionfo, trascinato dai 21 gol del capocannoniere Emir Kujović. I biancoblu erano partiti senza i favori del pronostico, visto che alla vigilia della prima giornata il successo finale era quotato dai bookmakers a 56,00. Pochi mesi più tardi, il tecnico Jan "Janne" Andersson venne chiamato alla guida della Nazionale svedese.
Negli anni a seguire, la squadra non ha vinto il titolo ma ha sempre chiuso nella prima metà di classifica, raggiungendo per esempio il terzo posto nel 2016 e il secondo posto nel 2018.

## Strutture

### Stadio
Il Nya Parken, dal gennaio 2021 ribattezzato PlatinumCars Arena per ragioni di sponsorizzazione, ha una capacità di 17.234 spettatori.

## Calciatori

### Vincitori di titoli
Calciatori campioni olimpici di calcio
- Nils Liedholm (Londra 1948)
- Torsten Lindberg (Londra 1948)
- Gunnar Nordahl (Londra 1948)
- Knut Nordahl (Londra 1948)
- Birger Rosengren (Londra 1948)

## Palmarès

### Competizioni nazionali
- Campionato svedese: 13

1943, 1945, 1946, 1947, 1948, 1952, 1956, 1957, 1960, 1962, 1963, 1989, 2015
- Coppa di Svezia: 6

1943, 1945, 1969, 1988, 1991, 1994
- Supercoppa di Svezia: 1

2015
- Kamratmästerskapen: 2

1904, 1911
- Superettan: 1

2007

### Competizioni internazionali
- Coppa Intertoto: 3

1969, 1972, 1993

### Altri piazzamenti
- Campionato svedese:

Secondo posto: 1952-1953, 1957-1958, 1959, 1961, 1966, 1984, 1987, 1990, 1991, 1992, 1993, 2018
Terzo posto: 1941-1942, 1968, 1971, 1981, 2016
- Coppa di Svezia:

Finalista: 1944, 1953, 1967, 1971-1972, 2016-2017
Semifinalista: 1951, 1970-1971, 2005, 2024-2025
- Superettan:

Promozione: 2010
- Mästerskapsserien:

Finalista: 1991, 1992
- Kamratmästerskapen:

Finalista: 1910, 1940
- Coppa Piano Karl Rappan:

Finalista: 1965-1966
- UEFA Fair Play ranking: 1

1999-2000

## Organico

### Rosa 2024
Aggiornata al 23 aprile 2024.
| N. |                      | Ruolo | Calciatore               |
| -- | -------------------- | ----- | ------------------------ |
| 3  | Danimarca (bandiera) | D     | Marcus Baggesen          |
| 5  | Svezia (bandiera)    | A     | Christoffer Nyman        |
| 7  | Svezia (bandiera)    | C     | Jacob Ortmark            |
| 8  | Islanda (bandiera)   | A     | Ísak Andri Sigurgeirsson |
| 10 | Danimarca (bandiera) | C     | Vito Hammershøj Mistrati |
| 17 | Albania (bandiera)   | C     | Laorent Shabani          |
| 19 | Svezia (bandiera)    | A     | Lucas Lima               |
| 21 | Svezia (bandiera)    | D     | Dino Salihovic           |
| 24 | Svezia (bandiera)    | D     | Anton Eriksson           |

| N. |                    | Ruolo | Calciatore                  |
| -- | ------------------ | ----- | --------------------------- |
| 25 | Svezia (bandiera)  | A     | Emanuel Chabo               |
| 26 | Svezia (bandiera)  | C     | Kristoffer Khazeni          |
| 27 | Islanda (bandiera) | C     | Jóhannes Kristinn Bjarnason |
| 29 | Svezia (bandiera)  | P     | Julius Lindgren             |
| 31 | Svezia (bandiera)  | D     | Edvin Tellgren              |
| 37 | Svezia (bandiera)  | D     | Moutaz Neffati              |
|    | Svezia (bandiera)  | D     | Max Watson                  |
|    | Svezia (bandiera)  | C     | David Moberg Karlsson       |

### Rosa 2023
Aggiornata al 9 novembre 2023.
| N. |                      | Ruolo | Calciatore               |
| -- | -------------------- | ----- | ------------------------ |
| 1  | Svezia (bandiera)    | P     | Oscar Jansson            |
| 2  | Nigeria (bandiera)   | D     | Godswill Ekpolo          |
| 3  | Danimarca (bandiera) | D     | Marcus Baggesen          |
| 4  | Danimarca (bandiera) | D     | Marco Lund               |
| 5  | Svezia (bandiera)    | A     | Christoffer Nyman        |
| 6  | Svezia (bandiera)    | D     | Linus Wahlqvist          |
| 7  | Svezia (bandiera)    | C     | Jacob Ortmark            |
| 8  | Islanda (bandiera)   | A     | Ísak Andri Sigurgeirsson |
| 9  | Norvegia (bandiera)  | C     | Eman Markovic            |
| 10 | Danimarca (bandiera) | C     | Vito Hammershøj Mistrati |
| 11 | Svezia (bandiera)    | D     | Christopher Telo         |
| 13 | Nigeria (bandiera)   | C     | Ishaq Abdulrazak         |
| 14 | Albania (bandiera)   | D     | Egzon Binaku             |
| 16 | Svezia (bandiera)    | D     | Viktor Agardius          |
| 17 | Svezia (bandiera)    | D     | Theodore Rask            |

| N. |                     | Ruolo | Calciatore                  |
| -- | ------------------- | ----- | --------------------------- |
| 18 | Islanda (bandiera)  | C     | Ari Freyr Skúlason          |
| 19 | Svezia (bandiera)   | A     | Lucas Lima                  |
| 20 | Norvegia (bandiera) | C     | Daniel Eid                  |
| 21 | Svezia (bandiera)   | D     | Dino Salihovic              |
| 23 | Svezia (bandiera)   | C     | Maic Sema                   |
| 24 | Svezia (bandiera)   | D     | Anton Eriksson              |
| 25 | Svezia (bandiera)   | A     | Emanuel Chabo               |
| 26 | Svezia (bandiera)   | C     | Kristoffer Khazeni          |
| 27 | Islanda (bandiera)  | C     | Jóhannes Kristinn Bjarnason |
| 29 | Svezia (bandiera)   | P     | Julius Lindgren             |
| 31 | Svezia (bandiera)   | D     | Edvin Tellgren              |
| 36 | Brasile (bandiera)  | C     | Jean Carlos                 |
|    | Islanda (bandiera)  | C     | Arnór Sigurðsson            |
|    | Svezia (bandiera)   | D     | Filip Dagerstål             |

### Rosa 2022
Aggiornata al 12 aprile 2022.
| N. |                      | Ruolo | Calciatore        |
| -- | -------------------- | ----- | ----------------- |
| 1  | Svezia (bandiera)    | P     | Oscar Jansson     |
| 2  | Nigeria (bandiera)   | D     | Godswill Ekpolo   |
| 3  | Israele (bandiera)   | D     | Yahav Gurfinkel   |
| 4  | Danimarca (bandiera) | D     | Marco Lund        |
| 5  | Svezia (bandiera)    | A     | Christoffer Nyman |
| 6  | Svezia (bandiera)    | D     | Linus Wahlqvist   |
| 7  | Svezia (bandiera)    | C     | Jacob Ortmark     |
| 9  | Norvegia (bandiera)  | C     | Eman Markovic     |
| 10 | Svezia (bandiera)    | C     | Jonathan Levi     |
| 11 | Svezia (bandiera)    | D     | Christopher Telo  |
| 13 | Nigeria (bandiera)   | C     | Ishaq Abdulrazak  |
| 14 | Albania (bandiera)   | D     | Egzon Binaku      |
| 16 | Svezia (bandiera)    | D     | Viktor Agardius   |
| 17 | Svezia (bandiera)    | D     | Theodore Rask     |

| N. |                     | Ruolo | Calciatore                  |
| -- | ------------------- | ----- | --------------------------- |
| 18 | Islanda (bandiera)  | C     | Ari Freyr Skúlason          |
| 19 | Svezia (bandiera)   | A     | Lucas Lima                  |
| 20 | Norvegia (bandiera) | C     | Daniel Eid                  |
| 21 | Svezia (bandiera)   | D     | Dino Salihovic              |
| 23 | Svezia (bandiera)   | C     | Maic Sema                   |
| 24 | Svezia (bandiera)   | P     | Wille Jakobsson             |
| 25 | Svezia (bandiera)   | A     | Emanuel Chabo               |
| 26 | Svezia (bandiera)   | C     | Kristoffer Khazeni          |
| 27 | Islanda (bandiera)  | C     | Jóhannes Kristinn Bjarnason |
| 29 | Svezia (bandiera)   | P     | Julius Lindgren             |
| 31 | Svezia (bandiera)   | D     | Edvin Tellgren              |
| 36 | Brasile (bandiera)  | C     | Jean Carlos                 |
|    | Islanda (bandiera)  | C     | Arnór Sigurðsson            |
|    | Svezia (bandiera)   | D     | Filip Dagerstål             |

### Rosa 2021
Aggiornata al 29 giugno 2021.
| N. |                      | Ruolo | Calciatore                |
| -- | -------------------- | ----- | ------------------------- |
| 1  | Svezia (bandiera)    | P     | Oscar Jansson             |
| 2  | Svezia (bandiera)    | D     | Henrik Castegren          |
| 3  | Israele (bandiera)   | D     | Yahav Gurfinkel           |
| 4  | Danimarca (bandiera) | D     | Marco Lund                |
| 5  | Svezia (bandiera)    | A     | Christoffer Nyman         |
| 6  | Svezia (bandiera)    | D     | Linus Wahlqvist           |
| 8  | Islanda (bandiera)   | C     | Ísak Bergmann Jóhannesson |
| 9  | Nigeria (bandiera)   | C     | Samuel Adegbenro          |
| 10 | Svezia (bandiera)    | C     | Jonathan Levi             |
| 11 | Svezia (bandiera)    | D     | Christopher Telo          |
| 13 | Nigeria (bandiera)   | C     | Ishaq Abdulrazak          |
| 14 | Albania (bandiera)   | D     | Egzon Binaku              |
| 15 | Svezia (bandiera)    | A     | Carl Björk                |
| 16 | Svezia (bandiera)    | D     | Viktor Agardius           |

| N. |                     | Ruolo | Calciatore                  |
| -- | ------------------- | ----- | --------------------------- |
| 17 | Svezia (bandiera)   | D     | Theodore Rask               |
| 18 | Islanda (bandiera)  | C     | Ari Freyr Skúlason          |
| 19 | Svezia (bandiera)   | A     | Lucas Lima                  |
| 20 | Honduras (bandiera) | D     | Kevin Álvarez               |
| 21 | Svezia (bandiera)   | D     | Dino Salihovic              |
| 22 | Svezia (bandiera)   | C     | Manasse Kusu                |
| 23 | Svezia (bandiera)   | C     | Maic Sema                   |
| 24 | Svezia (bandiera)   | P     | Wille Jakobsson             |
| 26 | Svezia (bandiera)   | C     | Kristoffer Khazeni          |
| 27 | Islanda (bandiera)  | C     | Jóhannes Kristinn Bjarnason |
| 28 | Islanda (bandiera)  | D     | Oliver Stefánsson           |
| 29 | Svezia (bandiera)   | P     | Julius Lindgren             |
|    | Svezia (bandiera)   | A     | Emanuel Chabo               |

### Rosa 2020
| N. |                        | Ruolo | Calciatore         |
| -- | ---------------------- | ----- | ------------------ |
| 1  | Svezia (bandiera)      | P     | Isak Pettersson    |
| 2  | Svezia (bandiera)      | D     | Henrik Castegren   |
| 3  | Danimarca (bandiera)   | D     | Rasmus Lauritsen   |
| 4  | Lussemburgo (bandiera) | D     | Lars Krogh Gerson  |
| 5  | Svezia (bandiera)      | A     | Christoffer Nyman  |
| 6  | Svezia (bandiera)      | C     | Eric Smith         |
| 7  | Svezia (bandiera)      | C     | Alexander Fransson |
| 8  | Svezia (bandiera)      | A     | Linus Hallenius    |
| 9  | Svezia (bandiera)      | C     | Maic Sema          |
| 10 | Svezia (bandiera)      | C     | Jonathan Levi      |
| 11 | Svezia (bandiera)      | D     | Christopher Telo   |

| N. |                       | Ruolo | Calciatore                |
| -- | --------------------- | ----- | ------------------------- |
| 13 | Nigeria (bandiera)    | C     | Ishaq Abdulrazak          |
| 14 | Albania (bandiera)    | D     | Egzon Binaku              |
| 16 | Svezia (bandiera)     | A     | Pontus Almqvist           |
| 18 | Svezia (bandiera)     | D     | Linus Wahlqvist           |
| 20 | Honduras (bandiera)   | D     | Kevin Álvarez             |
| 21 | Svezia (bandiera)     | C     | Simon Thern               |
| 23 | Svezia (bandiera)     | C     | Andreas Blomqvist         |
| 25 | Svezia (bandiera)     | D     | Filip Dagerstål           |
| 27 | Islanda (bandiera)    | C     | Ísak Bergmann Jóhannesson |
| 77 | Svezia (bandiera)     | C     | Manasse Kusu              |
| 99 | Montenegro (bandiera) | C     | Sead Hakšabanović         |